# Phương Văn Sơn
Phương Văn Sơn (Phồn thể: 方文山; bính âm: Fāng Wénshān; còn được biết đến với nghệ danh Vincent Fang) sinh ngày 26 tháng 1 năm 1969 tại Hoa Liên, Đài Loan. Ông là một nhà viết ca từ người Đài Loan từng nhiều lần nhận đề cử tại Giải thưởng Kim Khúc, tên tuổi ông được biết đến nhiều qua sự hợp tác với ca sĩ kiêm nhạc sĩ Châu Kiệt Luân. Phương Văn Sơn đã giành giải Lời bài hát hay nhất tại Giải thưởng Kim Khúc lần thứ 19 với ca khúc "青花瓷" (Sứ Thanh Hoa), do Châu Kiệt Luân thể hiện trong album On the run. Ông được xem là nhân vật tiên phong trong làng nhạc Trung Quốc Phong, với các tác phẩm được đánh giá là thơ ca có giá trị nghệ thuật, thu hút được sự quan tâm của giới phê bình.
Năm 1997, ông gửi bản mẫu lời bài hát của mình cho các công ty thu âm, với hy vọng tìm được một nghề nghiệp mới để thỏa mãn đam mê sáng tác của bản thân. Chủ công ty thu âm Ngô Tông Hiến đã rất ấn tượng với sản phẩm của Phương Văn Sơn và thuê ông về làm việc chung với Châu Kiệt Luân, người mới chỉ bắt đầu sự nghiệp sáng tác. Năm 2000, Châu Kiệt Luân phát hành album đầu tay của mình mang tên Jay và kể từ đó cho ra đời thêm các album có phần lời đa phần do Phương Văn Sơn viết. Châu Kiệt Luân nhanh chóng nổi tiếng khắp châu Á, đưa Phương Văn Sơn đứng trước ánh hào quang sân khấu.
Lời bài hát của Phương Văn Sơn được chú ý vì đề cập tới nhiều vấn đề từ gia đình cho đến chiến tranh, vượt ra ngoài những gì thường được bàn luận trong các bản ballad đề tài tình yêu. Ông nổi danh với lối viết lời tương tự thơ truyền thống Trung Quốc, và thường xuyên đề cập tới các yếu tố lịch sử, văn hóa dân gian của nước này, đặc biệt trong các tác phẩm Trung Quốc phong (中國風), một thể loại âm nhạc pha trộn nổi tiếng vào những năm 2000 của Châu Kiệt Luân, kếp hợp giữa rock hiện đại, R&B đương đại với nhạc cổ điển Trung Hoa. Ông tự gọi phong cách thơ trữ tình của mình là "Tố nhan vận cước thi 素顏韻腳詩", trở thành một thể thơ mới trong thi ca hiện đại Trung Quốc.

## Những năm đầu đời
Sinh năm 1969, Phương Văn Sơn lớn lên trong một gia đình mà ông gọi là "gia đình cổ cồn xanh". Ông là một người Khách Gia có tổ tiên đến từ Vu Đô, Giang Tây. Thuở thiếu thời, Phương Văn Sơn nỗ lực rất ít ở trường và phải nhận điểm kém. Sau khi tốt nghiệp trung học, ở tuổi 20, ông thực hiện nghĩa vụ quân sự tại bắt buộc trong Quân đội Trung Hoa Dân Quốc. Những lúc không phải làm nhiệm vụ, Văn Sơn dành thời gian rảnh để đọc sách và xem phim, điều khơi dậy trong ông niềm hứng thú với ngôn từ.
Sau khi giải ngũ vào năm 1991, ông làm qua hơn 20 nghề lặt vặt trong suốt 7 năm, bao gồm nghề giao báo, thợ sửa đồ điện tử, công nhân nhà máy, nhân viên an ninh và tài xế xe tải. Mặc dù phải làm những công việc không liên quan và không được đào tạo chính quy sau trung học về ngôn ngữ học, Phương Văn Sơn vẫn quyết tâm chuyển sự nghiệp sang viết lách. Năm 1992, ông xác định công việc mơ ước của mình sẽ là một viết kịch bản phim, và cố hiện thực hóa ước mơ bằng cách tham gia một số khóa học bổ trợ vào ban đêm. Sau một năm trời, ông ngày càng xa rời mục tiêu ban đầu. Ông vạch nên con đường dựng nghiệp mới: trước hết tạo dựng danh tiếng trong ngành giải trí bằng cách bước chân vào lĩnh vực âm nhạc với tư cách người viết lời bài hát, sau đó mới chuyển sang viết kịch bản phim.

## Sự nghiệp âm nhạc

### Gia nhập ngành công nghiệp âm nhạc
Trong hơn 2 năm kể từ năm 1995, Phương Văn Sơn đã viết hơn 100 lời bài hát, với hy vọng sử dụng bộ sưu tập này để gây ấn tượng với các nhà tuyển dụng. Để liên hệ với các đơn vị sản xuất đĩa hát, ông lần theo ghi chú trong phần lót đĩa CD của các ca sĩ Trung Quốc nổi tiếng để tìm địa chỉ gửi thư và tác phẩm của mình cho họ. Trong số hơn 100 email được gửi đi, chỉ có một người duy nhất trả lời, đó là Ngô Tông Hiến, người dẫn chương trình truyền hình có ảnh hưởng ở Đài Loan và cũng đang săn lùng các tài năng mới, gia nhập công ty thu âm của mình. Năm 1997, ở tuổi 28, Phương Văn Sơn được ký hợp đồng chính thức với tư cách là nhà viết ca từ. Ngô Tông Hiến sắp xếp để ông làm việc với Châu Kiệt Luân, một nhà soạn nhạc được thuê khi vừa mới tốt nghiệp trung học. Họ đã cùng nhau viết nhạc cho các nghệ sĩ nổi tiếng ở Trung Quốc nhưng đều không gây được tiếng vang. Tài năng của Phương Văn Sơn chỉ được công nhận sau khi Châu Kiệt Luân bắt đầu con đường nhạc sĩ kiêm ca sĩ rất thành công của mình, nhờ một phần đóng góp từ các ca khúc do Phương Văn Sơn viết lời.

### Hợp tác với Châu Kiệt Luân
Năm 1998, Phương Văn Sơn và Châu Kiệt Luân bắt đầu cộng tác với nhau. Ban đầu, họ sử dụng bộ sưu tập cả trăm lời bài hát của Phương Văn Sơn. Đối với sản phẩm đầu tiên, Châu Kiệt Luân sáng tác giai điệu cho bài "Em hạnh phúc hơn trước đây" của Phương Văn Sơn, bài này sau đó được đặt trong album của Ngô Tông Hiến, cố vấn của hai người. Sau một vài tác phẩm đầu tiên, Châu Kiệt Luân hình thành thói quen lên ý tưởng và viết giai điệu bài hát trước rồi mới ghép vào phần lời của Phương Văn Sơn. Khi các nghệ sĩ tìm đến các sáng tác của họ, Phương Văn Sơn là người đích thân giao đĩa demo cho khách hàng. Chỉ trong hai năm, những sản phẩm của bộ đôi đã xuất hiện trong rất nhiều album của những ca sĩ, ban nhạc nổi tiếng như Ôn Lam, Hứa Hoành Tú, Cổ Cự Cơ, S.B.D.W và cả Ngô Tông Hiến. Phương Văn Sơn cũng đóng vai chính trong MV "Biển san hô" 珊瑚海 của Châu Kiệt Luân.
Năm 2000, Châu Kiệt Luân bắt đầu sự nghiệp ca hát với CD đầu tay mang tên Jay. Kể từ đó, Phương Văn Sơn chịu trách nhiệm cho hơn một nửa lời bài hát trong tất cả các album của Châu Kiệt Luân. Bất chấp biệt danh "rapper lầm bầm" của Châu Kiệt Luân, những đánh giá của khán giả dành cho lời bài hát do Phương Văn Sơn viết vẫn không bị ảnh hưởng.

### Giải thưởng
Lời bài hát của Phương Văn Sơn đã hai lần đoạt giải Golden Melody Awards của Đài Loan; ông được đề cử trong 8 năm liên tiếp. Phương Văn Sơn cũng đã giành được hơn một chục giải thưởng ở châu Á cho các sáng tác trữ tình của mình.

## Các hoạt động khác
Ngoài hoạt động sáng tác, Phương Văn Sơn còn là tác giả của bốn cuốn sách và là nhà sáng lập công ty xuất bản Hoa nhân bản đồ (華人版圖) vào tháng 3 năm 2002. Ông hiện cũng đang tham gia vào nhãn hiệu thời trang Story.

### Tác phẩm văn học
- 《吳宗憲的深情往事》 (Jacky Wu's deep feelings and past)
- 《半島鐵盒》 (The iron box of the peninsular)
- 《演好你自己的偶像劇》 (Acting your roles in idol drama)
- 《關於方文山的素顏韻腳詩》 (About Vincent Fang's Su Yan Rhyme Poetry)
- 《中國風—歌詞裡的文字遊戲》 (China Wind Musical style - the literary and poetry games in the lyrics)
- 《青花瓷—隱藏在釉色裡的文字秘密》 (The song "Blue and White Porcelain" - the hidden literary meanings in the glaze)